# Tipula interposita
Tipula interposita är en tvåvingeart som beskrevs av Evgenyi Nikolayevich Savchenko 1966. Tipula interposita ingår i släktet Tipula och familjen storharkrankar. Inga underarter finns listade i Catalogue of Life.